# Grand Prix of Monterey 2025

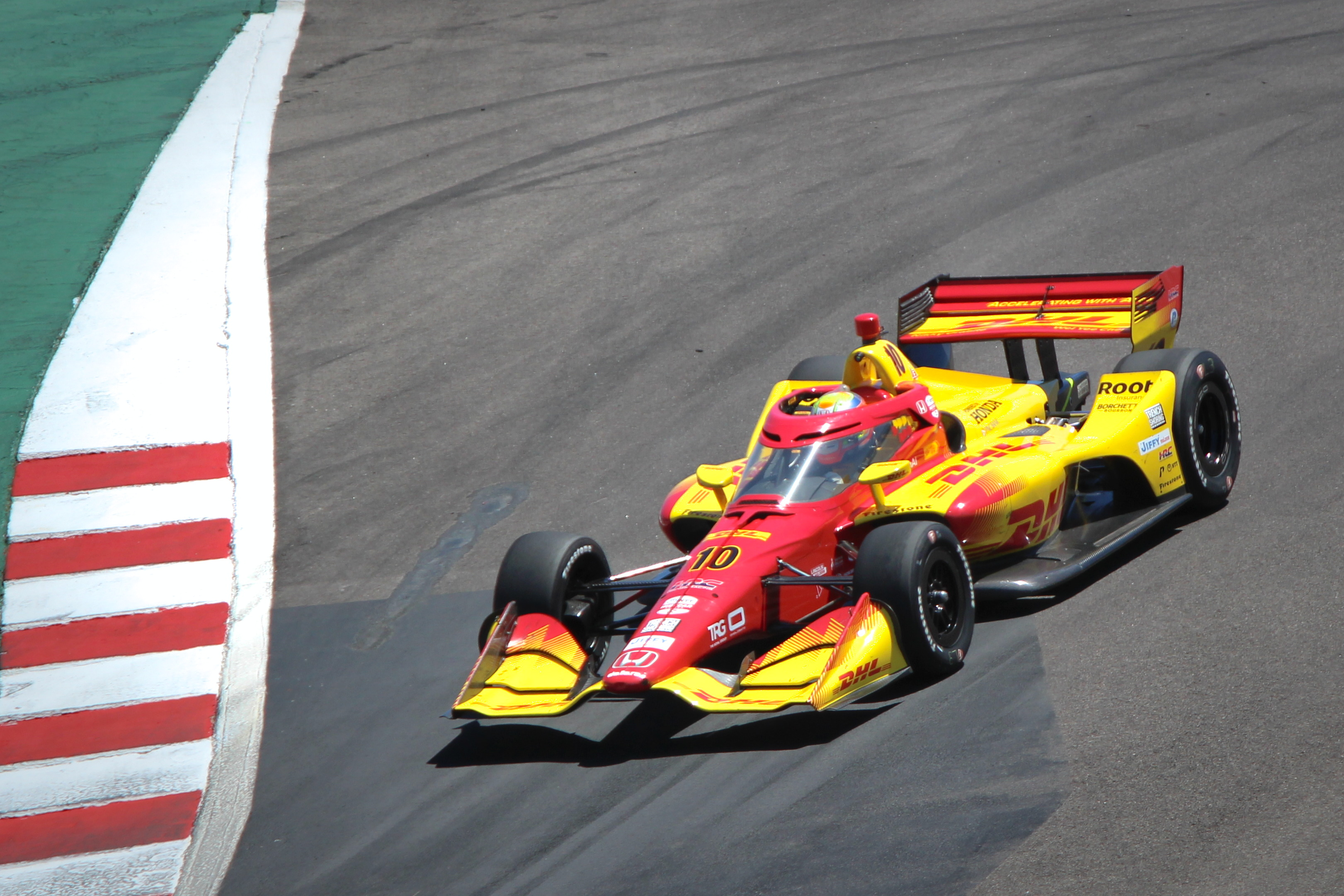
Alex Palou im Auto von Chip Ganassi Racing in Monterey 2025

Der Grand Prix of Monterey 2025 (offiziell Java House Grand Prix of Monterey) auf dem Kurs Laguna Seca Raceway fand am 27. Juli statt und ging über eine Distanz von 95 Runden à 3,602 km. Es war der 14. Lauf zur IndyCar Series 2025.

## Bericht
Kurz nach dem Start mussten die Streckenposten die gelben Flaggen schwenken und das Safety-Car kam auf die Strecke. Zuerst fuhren in der ersten Kurve einige Fahrer ins Kiesbett heraus. In Kurve sechs waren sich Kyffin Simpson (Chip Ganassi Racing) und Felix Rosenqvist (Meyer Shank Racing) nicht einig über die Vorfahrt, was für beide in den Reifenstapeln endete. Nach kurzer Grünphase kam in der 10. Runde das Safety-Car erneut auf die Strecke. Jacob Abel (Dale Coyne Racing) hatte Bremsprobleme und schlitterte ins Kiesbett.
Der Arrow-McLaren-Fahrer Nolan Siegel ging zuerst in Führung doch Alex Palou (Chip Ganassi Racing) machte immer mehr Druck und überholte Siegel. Immerhin war Siegel der einzige Fahrer, der das Rennen außer dem überlegenen Palou einmal anführen konnte. Auf dem zweiten Platz fuhr Christian Lundgaard (Arrow McLaren) ins Ziel. Er kam jeweils als erster zu den Boxenstopps und kam dank wiederholten Undercuts vom siebten Rang auf den zweiten nach vorne. Das Podium komplettierte Colton Herta im Auto des Andretti Global Teams.
Für den einzig verbliebenen Konkurrenten gegen Palou in der Fahrer-Meisterschaft Pato O’Ward (Arrow McLaren) wird es schwierig, in den letzten drei Meisterschaftsrennen Palou noch einzuholen. O’Ward belegte nach 95 Runden in Monterey den vierten Platz.
Eine abweichende Tankstopp-Strategie wendete man beim viertplatzierten Scott Dixon (Chip Ganassi Racing) an, er kam vom 19. Startplatz auf den fünften Rang nach vorne.
Nach diesem 14. Meisterschaftslauf führte Palou die Tabelle mit einem Vorsprung von 121 Punkten vor O’Ward an.

## Zeitplan
| Datum      | Tag     | Zeit (MESZ) | Zeit (LT) | Session           |
| ---------- | ------- | ----------- | --------- | ----------------- |
| 25.07.2025 | Freitag | 08:00       | 17:00     | Freies Training 1 |
|            |         |             |           |                   |
| 26.07.2025 | Samstag | 18:30       | 09:30     | Freies Training 2 |
| 26.07.2025 | Samstag | 23:30       | 14:30     | Qualifikation     |
|            |         |             |           |                   |
| 27.07.2025 | Sonntag | 18:00       | 09:00     | Warm-Up           |
| 27.07.2025 | Sonntag | 21:00       | 12:00     | Rennen            |

## Meldeliste
| Nr. | Fahrer              | Teams                            | Motor     |
| --- | ------------------- | -------------------------------- | --------- |
| 14  | Santino Ferrucci    | A. J. Foyt Racing                | Chevrolet |
| 41  | David Malukas       | A. J. Foyt Racing                | Chevrolet |
| 26  | Colton Herta        | Andretti Global / Curb-Agajanian | Honda     |
| 27  | Kyle Kirkwood       | Andretti Global                  | Honda     |
| 28  | Marcus Ericsson     | Andretti Global                  | Honda     |
| 5   | Pato O’Ward         | Arrow McLaren                    | Chevrolet |
| 6   | Nolan Siegel        | Arrow McLaren                    | Chevrolet |
| 7   | Christian Lundgaard | Arrow McLaren                    | Chevrolet |
| 8   | Kyffin Simpson      | Chip Ganassi Racing              | Honda     |
| 9   | Scott Dixon         | Chip Ganassi Racing              | Honda     |
| 10  | Alex Palou          | Chip Ganassi Racing              | Honda     |
| 18  | Rinus VeeKay        | Dale Coyne Racing                | Honda     |
| 51  | Jacob Abel          | Dale Coyne Racing                | Honda     |
| 20  | Alexander Rossi     | Ed Carpenter Racing              | Chevrolet |
| 21  | Christian Rasmussen | Ed Carpenter Racing              | Chevrolet |
| 77  | Conor Daly          | Juncos Hollinger Racing          | Chevrolet |
| 78  | Sting Ray Robb      | Juncos Hollinger Racing          | Chevrolet |
| 60  | Felix Rosenqvist    | Meyer Shank Racing               | Honda     |
| 66  | Marcus Armstrong    | Meyer Shank Racing               | Honda     |
| 83  | Robert Shwartzman   | Prema Racing                     | Chevrolet |
| 90  | Callum Ilott        | Prema Racing                     | Chevrolet |
| 15  | Graham Rahal        | Rahal Letterman Lanigan Racing   | Honda     |
| 30  | Devlin DeFrancesco  | Rahal Letterman Lanigan Racing   | Honda     |
| 45  | Louis Foster        | Rahal Letterman Lanigan Racing   | Honda     |
| 2   | Josef Newgarden     | Team Penske                      | Chevrolet |
| 3   | Scott McLaughlin    | Team Penske                      | Chevrolet |
| 12  | Will Power          | Team Penske                      | Chevrolet |

## Klassifikationen

### Freies Training 1
| Pos. | Nr. | Fahrer           | Team               | Motor     | Zeit     |
| ---- | --- | ---------------- | ------------------ | --------- | -------- |
| 1    | 5   | Pato O’Ward      | Arrow McLaren      | Chevrolet | 1:09.206 |
| 2    | 26  | Colton Herta     | Andretti Global    | Honda     | 1:09.317 |
| 3    | 66  | Marcus Armstrong | Meyer Shank Racing | Honda     | 1:09.317 |

### Freies Training 2
Abgesagt wegen Regen.

### Qualifying
- Fahrzeit Runde 1 / Gruppe 1 und Runde 1 / Gruppe 2: je 10 Min.
- Fahrzeit Schnellste Zwölf (aus Gruppe 1 und Gruppe 2): 10 Min.
- Fahrzeit Schnellste Sechs (aus Schnellste Zwölf): 6 Min.

| Pos. | Nr. | Fahrer              | Team                    | Motor     | Rundenzeit | Session                |
| ---- | --- | ------------------- | ----------------------- | --------- | ---------- | ---------------------- |
| 1    | 10  | Alex Palou          | Chip Ganassi Racing     | Honda     | 1:08.3413  | Schnellste Sechs       |
| 2    | 5   | Pato O’Ward         | Arrow McLaren           | Chevrolet | 1:08.6280  | Schnellste Sechs       |
| 3    | 26  | Colton Herta        | Andretti Global         | Honda     | 1:08.8824  | Schnellste Sechs       |
| 4    | 2   | Josef Newgarden     | Team Penske             | Chevrolet | 1:09.6695  | Schnellste Sechs       |
| 5    | 12  | Will Power          | Team Penske             | Chevrolet | 1:10.0062  | Schnellste Sechs       |
| 6    | 4   | David Malukas       | A.J. Foyt Racing        | Chevrolet | 1:10.1811  | Schnellste Sechs       |
| 7    | 7   | Christian Lundgaard | Arrow McLaren           | Chevrolet | 1:09.2131  | Schnellste Zwölf       |
| 8    | 15  | Graham Rahal        | RLL                     | Honda     | 1:09.2658  | Schnellste Zwölf       |
| 9    | 45  | Louis Foster        | RLL                     | Honda     | 1:09.2791  | Schnellste Zwölf       |
| 10   | 66  | Marcus Armstrong    | Meyer Shank Racing      | Honda     | 1:09.2993  | Schnellste Zwölf       |
| 11   | 21  | Christian Rasmussen | Ed Carpenter Racing     | Chevrolet | 1:09.7246  | Schnellste Zwölf       |
| 12   | 60  | Felix Rosenqvist    | Meyer Shank Racing      | Honda     | 1:09.8116  | Schnellste Zwölf       |
| 13   | 3   | Scott McLaughlin    | Team Penske             | Chevrolet | 1:08.9903  | Out Runde 1 / Gruppe 1 |
| 14   | 8   | Kyffin Simpson      | Chip Ganassi Racing     | Honda     | 1:09.3156  | Out Runde 1 / Gruppe 2 |
| 15   | 28  | Marcus Ericsson     | Andretti Global         | Honda     | 1:09.0966  | Out Runde 1 / Gruppe 1 |
| 16   | 6   | Nolan Siegel        | Arrow McLaren           | Chevrolet | 1:09.3535  | Out Runde 1 / Gruppe 2 |
| 17   | 18  | Rinus VeeKay        | Dale Coyne Racing       | Honda     | 1:09.2042  | Out Runde 1 / Gruppe 1 |
| 18   | 27  | Kyle Kirkwood       | Andretti Global         | Honda     | 1:09.3875  | Out Runde 1 / Gruppe 2 |
| 19   | 9   | Scott Dixon         | Chip Ganassi Racing     | Honda     | 1:09.2652  | Out Runde 1 / Gruppe 1 |
| 20   | 14  | Santino Ferrucci    | A.J. Foyt Racing        | Chevrolet | 1:09.4663  | Out Runde 1 / Gruppe 2 |
| 21   | 51  | Jacob Abel          | Dale Coyne Racing       | Honda     | 1:09.3942  | Out Runde 1 / Gruppe 1 |
| 22   | 20  | Alexander Rossi     | Ed Carpenter Racing     | Chevrolet | 1:09.4788  | Out Runde 1 / Gruppe 2 |
| 23   | 76  | Conor Daly          | Juncos Hollinger Racing | Chevrolet | 1:09.4508  | Out Runde 1 / Gruppe 1 |
| 24   | 90  | Callum Ilott        | Prema Racing            | Chevrolet | 1:09.5751  | Out Runde 1 / Gruppe 2 |
| 25   | 83  | Robert Shwartzman   | Prema Racing            | Chevrolet | 1:09.5634  | Out Runde 1 / Gruppe 1 |
| 26   | 77  | Sting Ray Robb      | Juncos Hollinger Racing | Chevrolet | 1:10.0509  | Out Runde 1 / Gruppe 2 |
| 27   | 30  | Devlin DeFrancesco  | RLL                     | Honda     | 1:15.8287  | Out Runde 1 / Gruppe 2 |

### Endergebnis
| Pos. | Nr. | Fahrer                | Team                    | Motor     | Zeit/Rückstand                | Rd. | Frd. | Stopps | Start | Pt. |
| ---- | --- | --------------------- | ----------------------- | --------- | ----------------------------- | --- | ---- | ------ | ----- | --- |
| 1    | 10  | Alex Palou            | Chip Ganassi Racing     | Honda     | 2:05:00.1159 Std. 102,051 mph | 95  | 84   | 3      | 1     | 54  |
| 2    | 7   | Christian Lundgaard   | Arrow McLaren           | Chevrolet | 3.7965                        | 95  |      | 3      | 7     | 40  |
| 3    | 26  | Colton Herta          | Andretti Global         | Honda     | 4.4630                        | 95  |      | 3      | 3     | 35  |
| 4    | 5   | Pato O'Ward           | Arrow McLaren           | Chevrolet | 6.6484                        | 95  |      | 3      | 2     | 32  |
| 5    | 9   | Scott Dixon           | Chip Ganassi Racing     | Honda     | 7.3422                        | 95  |      | 3      | 19    | 30  |
| 6    | 90  | Callum Ilott          | Prema Racing            | Chevrolet | 8.9243                        | 95  |      | 3      | 24    | 28  |
| 7    | 12  | Will Power            | Team Penske             | Chevrolet | 11.5298                       | 95  |      | 3      | 5     | 26  |
| 8    | 66  | Marcus Armstrong      | Meyer Shank Racing      | Honda     | 13.0055                       | 95  |      | 3      | 10    | 24  |
| 9    | 21  | Christian Rasmussen   | Ed Carpenter Racing     | Chevrolet | 14.0988                       | 95  |      | 3      | 11    | 22  |
| 10   | 3   | Scott McLaughlin      | Team Penske             | Chevrolet | 14.5960                       | 95  |      | 3      | 13    | 20  |
| 11   | 2   | Josef Newgarden       | Team Penske             | Chevrolet | 15.2224                       | 95  |      | 3      | 4     | 19  |
| 12   | 15  | Graham Rahal          | RLL                     | Honda     | 16.5256                       | 95  |      | 3      | 8     | 18  |
| 13   | 4   | David Malukas         | A.J. Foyt Racing        | Chevrolet | 16.9614                       | 95  |      | 4      | 6     | 17  |
| 14   | 76  | Conor Daly            | Juncos Hollinger Racing | Chevrolet | 17.8336                       | 95  |      | 5      | 23    | 16  |
| 15   | 20  | Alexander Rossi       | Ed Carpenter Racing     | Chevrolet | 19.1194                       | 95  |      | 4      | 22    | 15  |
| 16   | 27  | Kyle Kirkwood         | Andretti Global         | Honda     | 19.7294                       | 95  |      | 5      | 18    | 14  |
| 17   | 45  | Louis Foster (R)      | RLL                     | Honda     | 21.5898                       | 95  |      | 3      | 9     | 13  |
| 18   | 6   | Nolan Siegel (R)      | Arrow McLaren           | Chevrolet | 29.3009                       | 95  | 11   | 4      | 16    | 12  |
| 19   | 77  | Sting Ray Robb        | Juncos Hollinger Racing | Chevrolet | 30.4964                       | 95  |      | 5      | 26    | 11  |
| 20   | 30  | Devlin DeFrancesco    | RLL                     | Honda     | 1 Rd.                         | 94  |      | 5      | 27    | 10  |
| 21   | 83  | Robert Shwartzman (R) | Prema Racing            | Chevrolet | 1 Rd.                         | 94  |      | 5      | 25    | 9   |
| 22   | 14  | Santino Ferrucci      | A.J. Foyt Racing        | Chevrolet | 1 Rd.                         | 94  |      | 4      | 20    | 8   |
| 23   | 18  | Rinus VeeKay          | Dale Coyne Racing       | Honda     | 3 Rd.                         | 92  |      | 4      | 17    | 7   |
| 24   | 60  | Felix Rosenqvist      | Meyer Shank Racing      | Honda     | 4 Rd.                         | 91  |      | 6      | 12    | 6   |
| 25   | 28  | Marcus Ericsson       | Andretti Global         | Honda     | Defekt                        | 78  |      | 3      | 15    | 5   |
| 26   | 51  | Jacob Abel (R)        | Dale Coyne Racing       | Honda     | Unfall                        | 10  |      | 0      | 51    | 5   |
| 27   | 8   | Kyffin Simpson        | Chip Ganassi Racing     | Honda     | Unfall                        | 0   |      | 0      | 14    | 5   |

(R)=Rookie / 5 Gelbphasen für insgesamt 13 Rd. / alle Starter auf Firestone-Reifen